# Убийство семьи Макстэй
Убийство семьи Макстей произошло в четверг 4 февраля 2010 года или около того, после того как семья исчезла из своего дома в Филлбруке, Калифорния, США; их тела были найдены в пустыне недалеко от Викторвилля, штат Калифорния, 13 ноября 2013 года. Их исчезновение широко освещалось в национальных средствах массовой информации.
7 ноября 2014 года полиция объявила об аресте Чарльза «Чейза» Мерритта, делового партнёра Джозефа МакСтэя, и намеревалась предъявить ему обвинения в убийствах. Судебный процесс начался 7 января 2019 года в Сан-Бернардино. 10 июня 2019 года присяжные признали Мерритта виновным в убийстве семьи Макстей. Он был приговорен к смертной казни 21 января 2020 г.

## До событий
В 2010 году Джозеф Макстей (40 лет) и его жена Саммер (43 года) жили в Фоллбруке, Калифорния, со своими сыновьями Джанни (4 года) и Джозефом-младшим (3 года). Джозеф владел и управлял компанией Earth Inspired Products, которая строила декоративные фонтаны, а Саммер была лицензированным агентом по недвижимости. Саммер, Её девичье имя было Вирджиния Лиза Аранда, далее сменила имя на Саммер Мартелли.

## Исчезновение
4 февраля 2010 г., 7:47 После полудня система наблюдения соседа зафиксировала нижние 45 сантиметров автомобиля, который в то время считался принадлежащим семье МакСтей Isuzu Trooper 1996 года выпуска. На записи видеонаблюдения пассажиров автомобиля не видно. В 8:28 После полудня с мобильного телефона Джозефа поступил звонок его деловому партнёру Чарльзу «Чейзу» Мерритту, который перешёл на голосовую почту. Позже Мерритт сказал полиции, что проигнорировал голосовую почту, потому что смотрел фильм. Мобильный телефон Джозефа пинговал башню в Фоллбруке.
В течение следующих нескольких дней родственники МакСтэев безуспешно пытались связаться с семьей. 13 февраля брат Джозефа Майкл отправился в резиденцию Макстей, забрался внутрь и проник в дом, обнаружив открытое окно сзади. Майкл не нашёл дома ни одной семьи, а две их собаки были на заднем дворе. 15 февраля Майкл позвонил в Департамент шерифа округа Сан-Диего (SDSD) и сообщил, что его брат и его семья пропали без вести. Офицеры прибыли в дом и запросили ордер на обыск, оформленный 19 февраля 2010 года. Хотя при обыске в доме не было обнаружено следов борьбы или нечестной игры, были признаки поспешного ухода: на прилавке осталась коробка с яйцами, а на диване стояли две детские миски с попкорном.
В ходе расследования полиция узнала, что около 23:00 8 февраля семейный Trooper был отбуксирован со стоянки торгового центра в Сан-Исидро, Сан-Диего, недалеко от мексиканской границы. Предположительно, он был припаркован там между 5:30 и 7:00 вечера того же дня. Местонахождение автомобиля с 4 по 8 февраля остается неизвестным.

## Обнаружение останков
11 ноября 2013 года байкер обнаружил останки четырёх человек, захороненные в двух неглубоких могилах в пустыне недалеко от Викторвилля, штат Калифорния. Патрик Макстей, отец Джозефа, был проинформирован об открытии и позвонил адвокату по пропавшим без вести Джерри Дин, чтобы рассказать ей всё, что ему известно. Дин заявила в своём блоге, что она только что закончила продюсировать радиошоу для станции KNSJ в Сан-Диего, когда ей позвонили и спросили, может ли она рассказать своим последователям то, что он ей сказал. Два дня спустя две группы останков были официально идентифицированы как останки Джозефа и Саммер Макстей. Смерть была признана убийством, и власти округа Сан-Бернардино заявили, что, по их мнению, семья умерла от удара тупым предметом в своём доме, но отказались обсуждать подробности смерти или мотивы.

## Реакция и расследование
Обстоятельства исчезновения семьи и отсутствие подсказок об их местонахождении вызвали предположения со стороны сыщиков-любителей. Радиоведущий Рик Бейкер опубликовал книгу «Никаких прощаний: загадочное исчезновение семьи Макстей». Бейкер начал следить за этим делом в 2013 году после того, как взял интервью у Майкла МакСтэя в своей программе. Он провёл десятки интервью по этому делу (поездки в Мексику, Белиз, Гаити и Доминиканскую Республику), следил за версиями и сообщал о встречах с семьёй. В книге он предположил, что убийства могла совершить Саммер. Когда тела были найдены, он предложил возмещение тем, кто купил его книгу до ноября 2013 года.
После их исчезновения было высказано предположение, что МакСтей уехали добровольно, поскольку следователи обнаружили на компьютерах семьи поисковые запросы «Какие документы нужны детям для поездки в Мексику?» и уроки испанского языка. Поскольку их автомобиль был найден так близко к мексиканской границе, полиция изучила записи видеонаблюдения пешеходных ворот в Мексику. На видео, записанном вечером 8 февраля и опубликованном 5 марта, видно, как семья из четырёх человек, напоминающая МакСтэев, пересекает границу. 19 февраля полиция Калифорнии уведомила Интерпол о необходимости поиска семьи. В апреле 2013 года департамент шерифа Сан-Диего объявил, что, по их мнению, МакСтей отправился в Мексику добровольно.
Сообщалось о неподтверждённых встречах с семьями в Мексике и других местах, что увековечило надежду на то, что они в безопасности и уехали добровольно. Родственники МакСтэев сомневались, что они поедут в Мексику, говоря, что Джозеф и Саммер избегали поездки в страну из-за угрозы безопасности, которую представляют недавние нарковойны. Другие критики теории отметили, что у МакСтэев было более 100 000 долларов на банковских счетах, при этом средства не были сняты при подготовке к поездке, а их счета остались нетронутыми после их исчезновения. Сестра Саммер заявила, что её паспорт просрочен. Хотя гражданин США может въехать в Мексику без паспорта, он необходим для повторного въезда в Соединённые Штаты.
Следователи и общественность также сосредоточились на Мерритте, последнем известном человеке, который контактировал с Джозефом, и первым, кто заметил его исчезновение. Согласно государственным записям, Мерритт был судим за кражу со взломом и получение украденного имущества. Его последнее уголовное преступление, вынесенное в 2001 году, было связано с кражей сварочного и бурового оборудования на сумму 32 000 долларов с завода по производству декоративного железа в долине Сан-Габриэль в Монровии, Калифорния. Знакомый Мерритта сказал репортеру из Сан-Диего: «Я думаю, что полиция должна проверить его и всех, кто с ним связан».
В 2013 году Мерритт признал, что провёл с Джозефом более часа в день, когда пропала семья Макстей. Мерритт, который, как сообщается, был последним, кому Джозеф звонил со своего мобильного телефона, также сказал, что прошёл проверку на детекторе лжи и не знает ничего, что могло бы помочь раскрыть тайну исчезновения семьи. Когда его спросили, считает ли он Мерритта подозреваемым, отец Джозефа Патрик сказал: «Я должен верить в Чейза, потому что я должен верить в своего сына. Я считаю, что [Джозеф] доверял Чейзу и верил в Чейза. Считаю ли я, что Чейз замешан? Я так не думаю и искренне надеюсь, что нет».
В январе 2014 года Мерритт сказал, что может написать книгу о семье, утверждая, что у Саммер были проблемы с гневом и что Джозеф какое-то время был болен загадочным недугом. Семья Джозефа подтвердила, что у него была необъяснимая болезнь и что Саммер была собственником своего мужа, но они назвали предположение Мерритта о том, что она несёт ответственность за его болезнь, необоснованным. Патрик сказал: «Я искренне верю, что она любила моего сына».

## Арест и суд
5 ноября 2014 года детективы из отдела шерифа округа Сан-Бернардино арестовали Мерритта в связи со смертью семьи Макстей после того, как обнаружили, что его ДНК была извлечена из их машины. О его аресте было объявлено 7 ноября 2014 г. Мерритту было предъявлено обвинение по четырём пунктам обвинения в убийстве, и окружной прокурор потребовал смертной казни. В июле 2015 года адвокат Мерритта подал ходатайство о прекращении дела из-за формулировки, использованной обвинением при предъявлении обвинения.
Согласно письменным показаниям ордера на арест, поданным по делу, вскрытие показало, что все четыре жертвы были забиты до смерти тупым предметом. Следователи полагали, что орудием убийства была килограммовая кувалда, которая была найдена в могиле с останками Саммер и её сына. Следователи заявили, что, по их мнению, перед смертью жертв пытали.
Прокуратура утверждает, что у Мерритта были проблемы с азартными играми, и он убил семью Макстей ради финансовой выгоды. Они сказали, что он выписал чеки на общую сумму более 21 000 долларов на бизнес-счёт Джозефа через несколько дней после того, как семья была убита, а затем начал играть в азартные игры в близлежащих казино, где проиграл тысячи долларов. Суд над Мерриттом был отложен, поскольку он неоднократно увольнял своих адвокатов или пытался представлять себя. К февралю 2016 года он сменил пять адвокатов.
В январе 2018 г. на 23 февраля была назначена установочная конференция Адвокат Мерритта подал ходатайство в Верховный суд Сан-Бернардино 7 апреля 2018 года, утверждая, что деловые и бухгалтерские записи Джозефа были свидетельством с чужих слов и, следовательно, недопустимы. 4 мая дело должно было быть передано в суд в июле 2018 г. Суд наконец начался 7 января 2019 года в суде Сан-Бернардино, и обе стороны сделали вступительные заявления.
10 июня 2019 года присяжные округа Сан-Бернардино признали Мерритта виновным в убийстве семьи Макстей. 24 июня присяжные рекомендовали приговорить Мерритта к смертной казни. Суд поддержал рекомендацию присяжных, и 21 января 2020 года Мерритт был приговорен к смертной казни
22 мая 2022 года дело было снова рассмотрено в документальном сериале Investigation Discovery «Две неглубокие могилы». В шоу представлены новые подозреваемые, свидетели, доказательства и теории по делу, а также судебный процесс с точки зрения обвиняемого и прокурора.

## Рекомендации
1. 1 2  Figueroa, Teri. How the McStay case unfolded. U-T San Diego (15 ноября 2013). Дата обращения: 1 декабря 2013. Архивировано из оригинала 3 декабря 2013 года.
2. 1 2 3 4 5 6  Stickney, R. Timeline: McStay Family Mystery. NBC 7 San Diego (15 ноября 2013). Дата обращения: 1 декабря 2013. Архивировано 3 декабря 2013 года.
3. 1 2  Serna, Joseph; Masunaga, Samantha. Business partner arrested in McStay family slaying, desert burial. Los Angeles Times (7 ноября 2014). Дата обращения: 7 ноября 2014. Архивировано 7 ноября 2014 года.
4. 1 2  Trial underway for man accused of killing 4 from San Diego. KUSI. 7 января 2019. Архивировано 8 января 2019. Дата обращения: 7 января 2019.
5. ↑  Lyster, Lauren (21 января 2020). Charles Merritt Sentenced to Death for Killing McStay Family, Burying Their Bodies in Mojave Desert. KTLA TV. Los Angeles, CA. Архивировано 21 января 2020. Дата обращения: 21 января 2020.
6. ↑  Ramsey, Debbie (25 февраля 2010). Authorities distribute 'endangered missing' flier pertaining to missing McStay family. Fallbrook Bonsall Village News. Архивировано из оригинала 22 февраля 2014. Дата обращения: 17 февраля 2014.
7. 1 2  Rojas, Rick. Buried bodies identified as members of missing McStay family. Los Angeles Times (15 ноября 2013). Дата обращения: 1 декабря 2013. Архивировано 2 декабря 2013 года.
8. ↑  Ramsey, Debbie (25 февраля 2010). Authorities distribute 'endangered missing' flier pertaining to missing McStay family. The Valley News. Архивировано из оригинала 25 июня 2014. Дата обращения: 26 июня 2014.
9. ↑  Figueroa, Teri (2 февраля 2013). The McStays: A lingering mystery. The San Diego Union-Tribune. Архивировано 8 апреля 2018. Дата обращения: 7 апреля 2018.
10. ↑  Linthicum, Kate (20 ноября 2013). Man last phoned by McStay father says he took polygraph test. Los Angeles Times. Архивировано 4 марта 2014. Дата обращения: 17 февраля 2014.
11. ↑  Falcon, Gabriel (26 января 2013). Three years later, no sign of missing. CNN. Архивировано 22 февраля 2014. Дата обращения: 17 февраля 2014.
12. ↑  Kraft, Scott (30 мая 2011). Where did the McStays go?. Los Angeles Times. Архивировано 3 декабря 2013. Дата обращения: 1 декабря 2013.
13. ↑  Wolski, Kristy. McStay memorial erected in Victorville. FOX 5 San Diego (20 ноября 2013). Дата обращения: 5 октября 2015. Архивировано 7 ноября 2015 года.
14. ↑  Kaye, Randi (16 июня 2015). 'I have absolutely no clue on McStay family's slaying, Merritt said in interview. CNN. Архивировано 9 ноября 2014. Дата обращения: 6 января 2014.
15. ↑  Baker, Rick. No Goodbyes: The Mysterious Disappearance of the McStay Family :  [англ.]. — Tate Publishing, 2013-02-04. — ISBN 978-1625104212.
16. ↑  Wolski, Kristy (18 ноября 2013). Author of McStay book criticized by victim's family. Fox 5 San Diego. Архивировано 11 августа 2014. Дата обращения: 27 июня 2014.
17. 1 2  Rojas, Rick (15 ноября 2013). After discovery, mystery of McStay family's disappearance deepens. Los Angeles Times. Архивировано 14 февраля 2014. Дата обращения: 18 февраля 2014.
18. ↑  Spagat, Elliot (9 апреля 2013). Investigators say Missing McStay family left voluntarily. The Huffington Post. Архивировано из оригинала 9 декабря 2013.
19. ↑  Fry, Wendy. Missing Family May Have Been Spotted. NBC 7 San Diego (12 мая 2010). Дата обращения: 15 февраля 2019. Архивировано 16 февраля 2019 года.
20. ↑  Martinez, Edecio (2 апреля 2010). McStay Family Update: FBI Joins Search for Missing Family. CBS News. Архивировано 22 февраля 2014. Дата обращения: 18 февраля 2014.
21. ↑  Search for Missing Fallbrook family continues. CBS 8 San Diego. 22 февраля 2010. Архивировано 22 февраля 2014.
22. 1 2  Gotfredson, David (17 декабря 2013). McStay family Mystery: Who is Chase Merritt. CBS 8 San Diego. Архивировано 22 февраля 2014. Дата обращения: 17 февраля 2014.
23. ↑  Nelson, Joe (21 июля 2017). Tentative trial date set for McStay family murder suspect 'Chase' Merritt (англ.). Архивировано 4 августа 2017. Дата обращения: 24 июля 2017.
24. ↑  Linthicum, Kate (20 ноября 2013). Man last phoned by McStay father says he took polygraph test. Los Angeles Times. Архивировано 23 декабря 2014. Дата обращения: 7 ноября 2014.
25. ↑  Allyn, Richard (7 января 2014). Backlash over book's new theory on McStay murders. CBS 8 San Diego. Архивировано 22 февраля 2014.
26. ↑  Figueroa, Teri (17 июля 2015). Merritt attorneys want McStay case dismissed. U-T San Diego. Архивировано 13 августа 2015. Дата обращения: 23 августа 2015.
27. 1 2  Nelson, Joe. McStay family murder suspect Charles 'Chase' Merritt fires attorneys. The San Bernardino Sun (21 января 2016). Дата обращения: 18 февраля 2016. Архивировано 26 февраля 2016 года.
28. ↑  Nelson, Joe (11 февраля 2016). McStay family murder suspect Charles 'Chase' Merritt wants new attorneys. The San Bernardino Sun. Архивировано 15 февраля 2016. Дата обращения: 19 февраля 2016.
29. ↑  Nelson, Joe (12 января 2018). San Bernardino judge allows McStay family murder suspect to have more case files in his cell. The San Bernardino Sun. Архивировано 31 марта 2018. Дата обращения: 30 марта 2018.
30. ↑  Nelson, Joe (2 мая 2018). Lawyers for defendant in McStay family murder case want some evidence tossed. The San Bernardino Sun. Архивировано 4 мая 2018. Дата обращения: 4 мая 2018.
31. ↑  Nelson, Joe (4 мая 2018). San Bernardino judge delays ruling in bid to exclude key evidence in McStay family murder case. The San Bernardino Sun. Архивировано 15 июня 2018. Дата обращения: 18 июня 2018.
32. ↑  Charles Merritt Found Guilty Of Slaying McStay Family Архивировано {{{2}}}. CBS Los Angeles, June 10, 2019
33. ↑  Selva, Jenn (24 июня 2019). Jury recommends death penalty for man who killed McStay family. Архивировано 27 января 2020. Дата обращения: 27 января 2020.
34. ↑  Southern California man sentenced to death for killing family of 4. KRON-TV. San Francisco, CA. 21 января 2020. Архивировано 22 января 2020. Дата обращения: 22 января 2020.
35. ↑  Mahato, Nikita. ID's Two Shallow Graves: How did Charles "Chase" Merritt know the McStay family and where is he now? (амер. англ.). www.sportskeeda.com. Дата обращения: 23 мая 2022. Архивировано 8 октября 2022 года.